# IBM System/34
L'IBM System/34 va ser un ordinador de gamma mitjana IBM introduït el 1977. Va ser retirat de la comercialització el febrer de 1985. Va ser un successor multiusuari i multitasca del System/32 d'un sol usuari. Incloïa dos processadors, un basat en el System/32 i el segon basat en el System/3. Igual que el System/32 i el System/3, el System/34 es va programar principalment en el llenguatge RPG II.

## Maquinari
La unitat del sistema 5340 contenia la unitat de processament, l'emmagatzematge de disc i la unitat de disquet. Tenia diverses portes d'accés a banda i banda. A l'interior, hi havia conjunts giratoris on es muntaven les plaques de circuit i les targetes de memòria. Pesava 700 lliures (320 kg) i utilitzava una tensió de 220 V. La sèrie de terminals IBM 5250 eren la interfície principal del System/34.

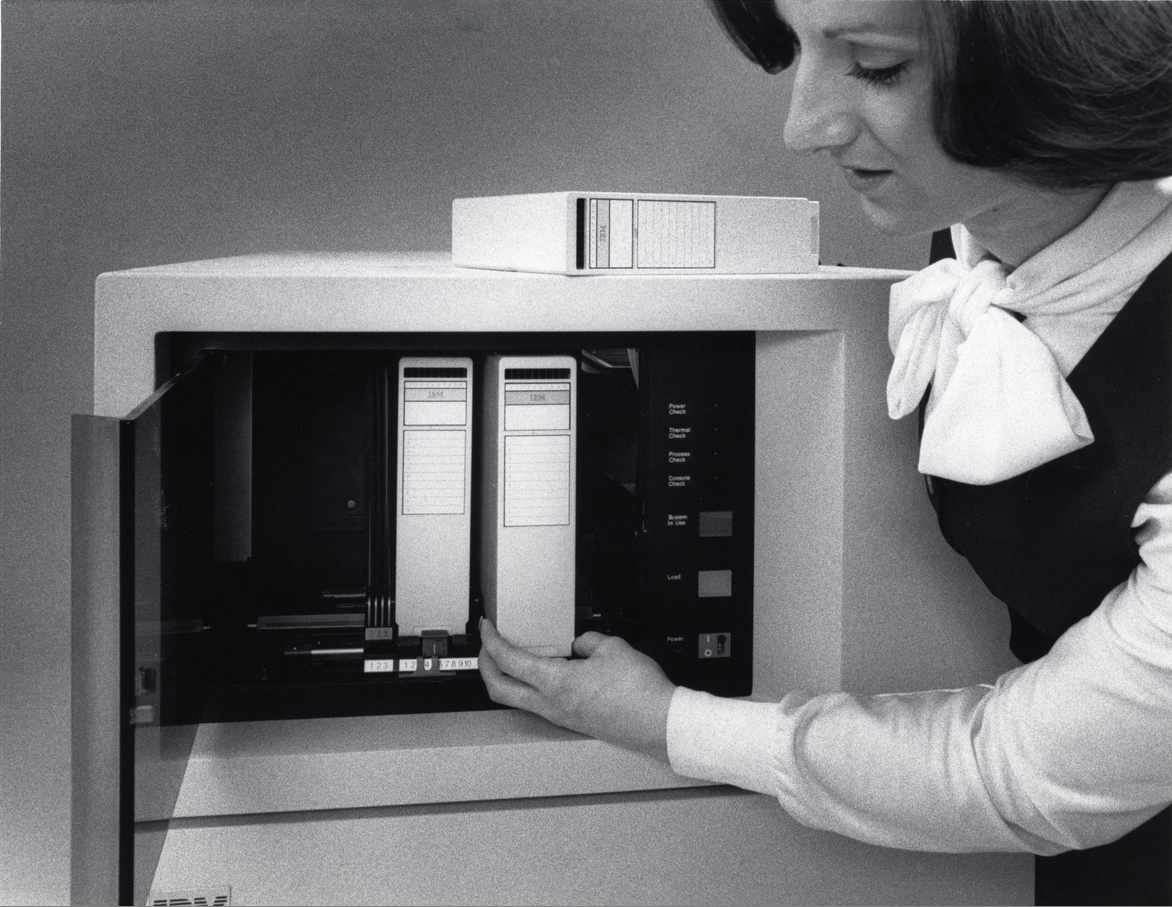
Imatge d'un System/34 que mostra la unitat de la revista de disquets

### Processadors
Els S/34 tenien dos processadors, el processador d'emmagatzematge de control (CSP) i el processador d'emmagatzematge principal (MSP). El MSP era el cavall de batalla, basat en l'arquitectura System/3; realitzava les instruccions dels programes informàtics. El CSP era el governador, un processador diferent amb un conjunt d'instruccions similar a RISC, basat en l'arquitectura System/32; realitzava funcions del sistema en segon pla. El CSP també va executar les macroinstruccions científiques opcionals, que eren un conjunt d'operacions de coma flotant emulades utilitzades pel compilador System/34 Fortran i opcionalment en codi assemblador. La velocitat de rellotge de les CPU dins d'un System/34 es va fixar en 1 MHz per al MSP i 4 MHz per al CSP. Els programes d'utilitat especials eren capaços de fer trucades directes al CSP per realitzar determinades funcions; solen ser programes del sistema com $CNFIG que s'utilitzava per configurar el sistema informàtic.

### Memòria i emmagatzematge
El S/34 més petit tenia 48K de RAM i un disc dur de 8,6 MB. L'S/34 configurat més gran podria suportar 256 K de RAM i 256 MB d'espai en disc. Els discs durs S/34 contenien una característica anomenada "el cilindre addicional", de manera que es van detectar punts dolents de la unitat i es van mapejar dinàmicament a punts bons del cilindre addicional. L'espai en disc del System/34 estava organitzat per blocs de 2560 bytes.
El System/34 admet la paginació de memòria, referida com a intercanvi. El System/34 podria canviar programes sencers o segments individuals d'un programa per alliberar memòria perquè altres programes s'executin.
Una de les característiques més distintives de la màquina era un mecanisme d'emmagatzematge fora de línia que utilitzava "magazines "—caixes de disquets de 8 polzades que la màquina podria carregar i expulsar de manera no seqüencial.

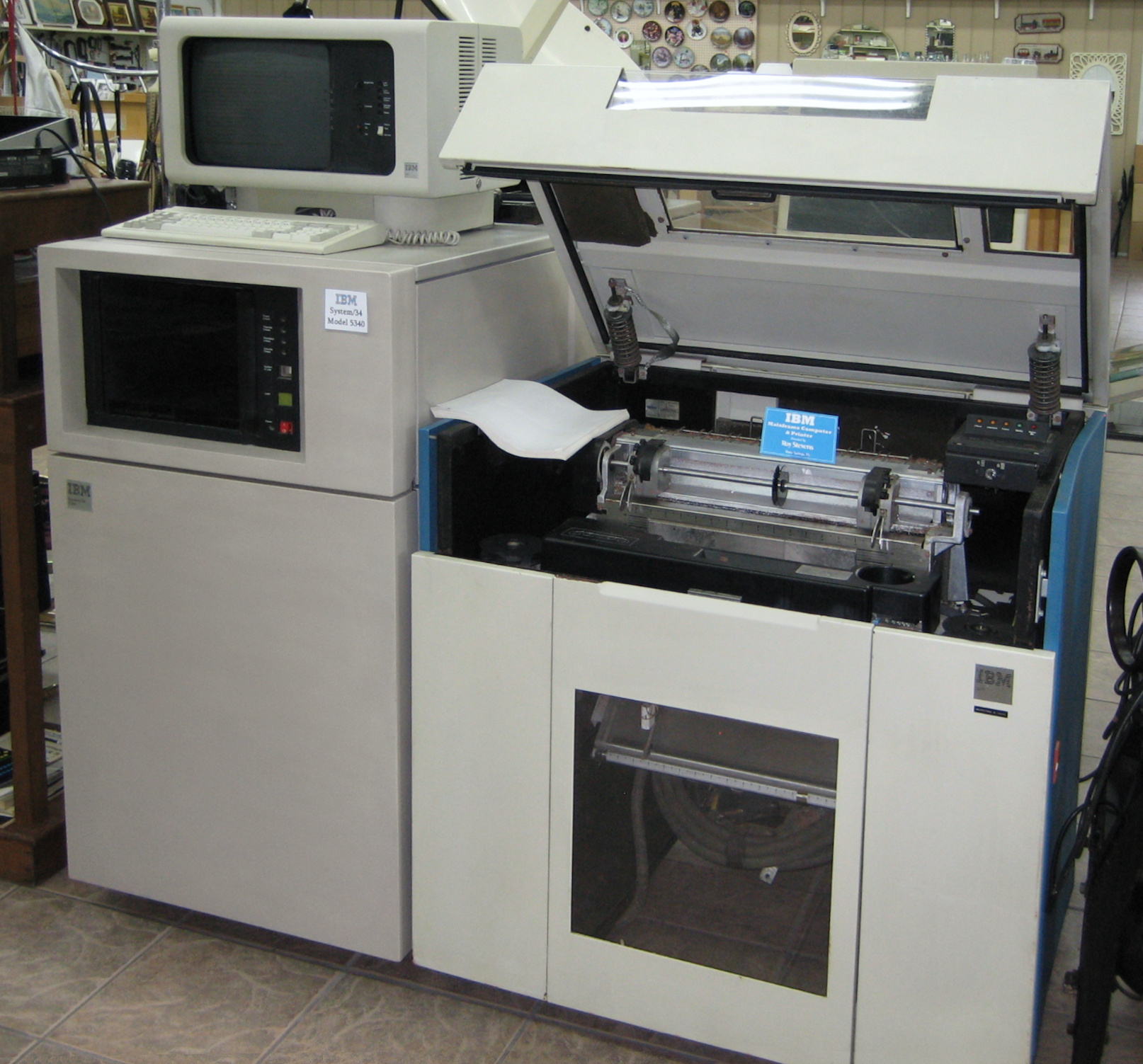
IBM System/34 amb terminal 5251 (a la part superior) i impressora 5211 (dreta, amb la part superior oberta)

## Programari

### Sistema operatiu
El programa de suport del sistema (SSP) era l'únic sistema operatiu de l'S/34. Contenia suport per a la multiprogramació, diversos processadors, 36 dispositius, cues de treballs, cues d'impressores, seguretat, suport de fitxers indexats. Completament instal·lat, tenia uns 5 MB. El llenguatge de control operacional (OCL) era el llenguatge de control de SSP.

### Programació
Els llenguatges de programació inicials del System/34 es van limitar a RPG II i Basic Assembler  quan es van introduir el 1977. FORTRAN estava totalment disponible sis mesos després de la introducció del 34, i COBOL estava disponible com a PRPQ. BASIC es va introduir més tard.